# Luscombe Aircraft
Luscombe Aircraft  était un constructeur de l'avion aux États-Unis de 1933 à 1950.
Donald A. Luscombe (en) a fondé  Luscombe aircraft company en 1933 , à Kansas City, Missouri.
Luscombe avait déjà établi sa réputation de concepteur d'avions avec les monocoupe (en), série d'avions légers, mais il a estimé que la méthode de construction en tube et toile était trop coûteuse et inefficace. Il a prévu de créer un avion léger tout métal de construction monocoque.
Le premier avion de la nouvelle société était le modèle Luscombe 1, communément connu sous le nom Luscombe Phantom (en). C'était un monoplan deux places à aile haute, de construction tout en métal (sauf le revêtement en tissu de l'aile).
Le Phantom était difficile à poser, et n'a jamais été un succès financier.
Durant l'hiver 1934-1935, Luscombe Aircraft a déménagé à Trenton, New Jersey, et est devenu Luscombe Development Corporation Aircraft. Peu de temps après, l'École d'aéronautique Luscombe a été ouverte. Les stagiaires de l'école ont travaillé dans l'usine Luscombe, et l'école a aidé à soutenir la compagnie d'aviation pendant de nombreuses années.
En 1936, l'entreprise a conçu et a commencé à faire voler une version simplifiée du Phantom connu sous le nom Luscombe 90 (en), ou Model 4.
Le Aircraft Corporation Luscombe a été re-formé au New Jersey en 1937 , et un nouveau design a été commencé. Le Luscombe 50  (modèle 8) est devenu le plus célèbre produit de l'entreprise. Le Certificat de type du modèle 8, A-694, et est maintenant détenu par Good Earthkeeping Organization, Inc.  de Corona, Californie, États-Unis.
En 1946, Luscombe a également introduit le model 11 (en), quatre places, conçu selon les spécifications produites par Flying Farmers of America (en).
L'entreprise fait faillite en 1948 et ses actifs sont rachetés l'année suivante par Temco (en).

## Avions
- Luscombe 4 (en)
- Luscombe 8
- Luscombe 10 (en)
- Luscombe 11 (en)
- Luscombe Phantom (en)